# Fred J. Douglas

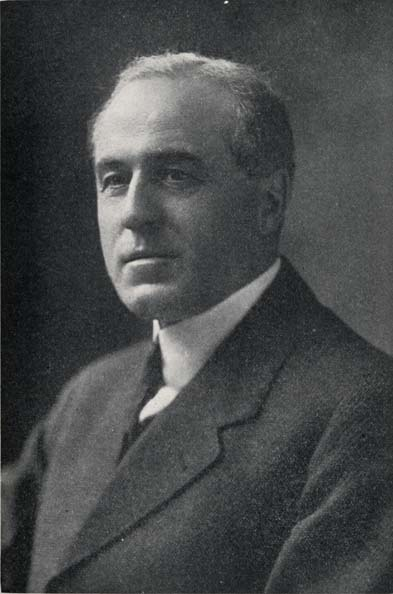
Fred J. Douglas

 Fred James Douglas (* 14. September 1869 in Clinton, Worcester County, Massachusetts; † 1. Januar 1949 in Utica, New York) war ein US-amerikanischer Politiker. Zwischen 1937 und 1945 vertrat er den Bundesstaat New York im US-Repräsentantenhaus.

## Werdegang
Im Jahr 1874 zog Fred Douglas mit seinen Eltern nach Little Falls im Staat New York, wo er die öffentlichen Schulen besuchte. Nach einem anschließenden Medizinstudium am Dartmouth College in Hanover (New Hampshire) und seiner 1895 erfolgten Zulassung als Arzt begann er in Utica in diesem Beruf zu arbeiten. Gleichzeitig schlug er als Mitglied der Republikanischen Partei eine politische Laufbahn ein. Zwischen 1910 und 1920 gehörte er dem Bildungsausschuss der Stadt Utica an; von 1922 bis 1924 war er dort Bürgermeister. In den Jahren 1928 und 1929 fungierte er als Sicherheitsbeauftragter in Utica. 1934 kandidierte er erfolglos für das Amt des Vizegouverneurs von New York.
Bei den Kongresswahlen des Jahres 1936 wurde Douglas im 33. Wahlbezirk von New York in das US-Repräsentantenhaus in Washington, D.C. gewählt, wo er am 3. Januar 1937 die Nachfolge des Demokraten Fred Sisson antrat. Nach drei Wiederwahlen konnte er bis zum 3. Januar 1945 vier Legislaturperioden im Kongress absolvieren. Bis 1941 wurden dort die letzten New-Deal-Gesetze der Roosevelt-Regierung verabschiedet, denen seine Partei eher ablehnend gegenüberstand. Seit 1941 war auch die Arbeit des Kongresses von den Ereignissen des Zweiten Weltkrieges geprägt.
Im Jahr 1944 wurde Fred Douglas von seiner Partei nicht mehr zur Wiederwahl nominiert. Nach dem Ende seiner Zeit im US-Repräsentantenhaus praktizierte er wieder als Arzt. Er starb am 1. Januar 1949 in Utica.